# 謝混
謝 混（しゃ こん、? - 412年）は、東晋末期の政治家。字は叔源、小字は益寿。本貫は陳郡陽夏県。陳郡謝氏の出身であり、東晋の宰相を務めた謝安の孫で、謝琰の子に当たる。尚書左僕射にまで昇進したものの、劉毅との懇意が仇となり劉裕の危険視を受けて誅殺された。

## 経歴
若年の頃より評判が高く、文の読み書きに秀でていた。孝武帝の娘である晋陵公主を娶り、父の望蔡県公の爵位を相続した。朝廷に上がると中書令、中領軍、尚書左僕射などを歴任した。
謝混は北府軍の将軍の一人である劉毅を政治的に支持し、同じく北府軍の将軍であった劉裕と対立したため、これに不安を抱いた従兄の謝澹らは謝混と距離を置くようになった。義熙8年（412年）、劉裕が劉毅の一派の殲滅を決意すると謝混は獄に繋がれ、後に自死を命じられる事となった。妻の晋陵公主も謝氏からの離籍を余儀なくされた。
永初元年（420年）、劉裕が晋の恭帝より禅譲を受けて南朝宋を立てると、謝混の同族である謝晦は劉裕に上奏して「陛下は天命に従って帝位を得たのみですが、この天命の場に謝混が居合わせられなかったのは残念です」と述べた。これを聞いた劉裕は自らも同意し、「彼のあの風流な所作が、若い世代に受け継がれないのは残念だ」と後悔の念を述べたという。